# 智仁堂
智仁堂全名財團法人台北市智仁堂，為位於台灣台北市昌吉街，為主祀關公之道教廟宇。該建物興建於1965年，今為位於台北大同區之仿古廟宇建築。另外，該廟宇的組織型態為財團法人制，祭典日期則是每年農曆之六月廿四。